# Нобелова награда за физиологију или медицину
Нобелова награда за физиологију или медицину додељује се сваке године научницима који раде на разним пољима физиологије или медицине. Једна је од пет Нобелових награда које су основане 1895. године по тестаменту Алфреда Нобела, а додељује је Институт Каролинска за изузетне доприносе у физиологији или медицини. Како је настала вољом Алфреда Нобела, наградом управља Нобелова фондација, а додељује ју одбор који се састоји од пет чланова изабраних од стране Шведске краљевске академије наука. Иако се често назива Нобеловом наградом за медицину, Нобел је у свом тестаменту изричито навео да се награда додељује за „физиологију или медицину”, те се тако награда може доделити за шири спектар поља. Додељује се у Стокхолму на годишњој церемонији 10. децембра, на годишњицу смрти Алфреда Нобела. Сваки добитник добија медаљу, диплому и новчану награду која се мењала током година.
До 2009. године, 8 Нобелових награда за физиологију и медицину додељено је за доприносе на пољу преноса сигнала Г протеина и система секундарних гласника, 13 за доприносе на пољу неуробиологије и 13 за доприносе на пољу метаболизма. Герхарду Домагу, добитнику Нобелове награде, његова влада није дозволила да прими награду. Касније је добио медаљу и диплому, али не и новац. До 2018. године, ову награду добило је 216 особа, од чега је 12 жена: Герти Кори (1947), Розалин Јалов (1977), Барбара Маклинток (1983), Рита Леви-Монталчини (1986), Гертруда Б. Елион (1988), Кристијана Нислајн-Фолхард (1995), Линда Б. Бак (2004), Франсоаз Баре Синуси (2008), Елизабет Блекберн (2009), Меј-Брит Мозер (2014) и Јују Ту (2015). Награда није додељивана 9 пута (1915, 1916, 1917, 1918, 1921, 1925, 1940, 1941 и 1942).

## Историја
Алфред Нобел је у свом тестаменту изнео жељу да се његово богатство користи за стварање низа награда за оне који дају „највећу корист човечанству” у областима физике, хемије, мира, физиологије или медицине и књижевности. Иако је Нобел написао неколико тестамената током свог живота, последњи је написан годину дана пре смрти и потписан је у Шведско-норвешком клубу у Паризу 27. новембра 1895. Нобел је оставио 94% своје укупне активе, 31 милион шведских круна (198 милиона долара, 176 милиона евра у 2016. години), да би успоставило и додељивало пет Нобелових награда. Због нивоа скептицизма око тестамента, тек 26. априла 1897. године је Стортинг (норвешки парламент) то одобрио. Извршитељи његове воље били су Рагнар Солман и Рудолф Лилјекист, који су основали Нобелову фондацију како би се побринули за Нобелово богатство и организовали награде.